# Jane Shore
Jane Shore er en britisk stumfilm fra 1915.

## Medvirkende
- Blanche Forsythe som Jane Winstead.
- Roy Travers som Edward IV.
- Robert Purdie som Matthew Shore.
- Thomas H. MacDonald som Lord Hastings.
- Dora De Winton som Margaret.